# Termopar
Termopares são sensores de temperatura simples, robustos e de baixo custo, sendo amplamente utilizados nos mais variados processos de medição de temperatura. Um termopar é constituído de dois metais distintos unidos em uma das extremidades. Quando há uma diferença de temperatura entre a extremidade unida e as extremidades livres, verifica-se o surgimento de uma diferença de potencial que pode ser medida por um voltímetro. Diferentes tipos de termopares possuem diferentes tipos de curva diferença de potencial versus temperatura.

## Como funciona
Em 1822, o físico Thomas Seebeck descobriu (acidentalmente) que a junção de dois metais gera uma tensão eléctrica em função da temperatura. O funcionamento dos termopares é baseado neste fenômeno, que é conhecido como Efeito de Seebeck. Embora praticamente se possa construir um termopar com qualquer combinação de dois metais, utilizam-se apenas algumas combinações normalizadas, isto porque possuem tensões de saída previsíveis e suportam grandes gamas de temperaturas.[carece de fontes?]
Existem tabelas normalizadas que indicam a tensão produzida por cada tipo de termopar para todos os valores de temperatura que suporta, por exemplo, o termopar tipo K com uma temperatura de 300 °C irá produzir 12,2 mV. Contudo, não basta ligar um voltímetro ao termopar e registrar o valor da tensão produzida, uma vez que ao ligarmos o voltímetro estamos a criar uma segunda (e indesejada) junção no termopar. Para se fazerem medições exactas devemos compensar este efeito, o que é feito recorrendo a uma técnica conhecida por compensação por junção fria (0 °C).
Caso esteja se perguntando porque é que ligando um voltímetro a um termopar não se geram várias junções adicionais (ligações ao termopar, ligações ao aparelho de medida, ligações dentro do próprio aparelho, etc...), a resposta advém da lei conhecida como lei dos metais intermédios, que afirma que ao inserirmos um terceiro metal entre os dois metais de uma junção de um termopar, basta que as duas novas junções criadas com a inserção do terceiro metal estejam à mesma temperatura para que não se manifeste qualquer modificação na saída do termopar. Esta lei é também importante na própria construção das junções do termopar, uma vez que assim se garante que ao soldar os dois metais a solda não irá afectar a medição. Contudo, na prática as junções dos termopares podem ser construídas soldando os materiais ou por aperto dos mesmos.
Todas as tabelas normalizadas dão os valores da tensão de saída do termopar considerando que a segunda junção do termopar (a junção fria) é mantida a exactamente zero graus Celsius. Antigamente isto conseguia-se conservando a junção em gelo fundente (daqui o termo compensação por junção fria). Contudo a manutenção do gelo nas condições necessárias não era fácil, logo optou-se por medir a temperatura da junção fria e compensar a diferença para os zero graus Celsius.
Tipicamente a temperatura da junção fria é medida por um termístor de precisão. A leitura desta segunda temperatura, em conjunto com a leitura do valor da tensão do próprio termopar é utilizada para o cálculo da temperatura verificada na extremidade do termopar. Em aplicações menos exigentes, a compensaçao da junção fria é feita por um semicondutor sensor de temperatura, combinando o sinal do semicondutor com o do termopar.
É importante a compreensão da compensação por junção fria; qualquer erro na medição da temperatura da junção fria irá ocasionar igualmente erros na medição da temperatura da extremidade do termopar.
Em resumo: Termopares são sensores de temperatura simples, robustos e da baixo custo, sendo amplamente utilizados nos mais variados processos de medição de temperatura. Um termopar é constituído de dois metais distintos que unidos por sua extremidade formam um circuito fechado. O termopar desta maneira gera uma Força Eletro-Motriz (FEM), que quando conectada a um Instrumento de Leitura consegue ler a temperatura do processo destes Termopares. Diferentes tipos de Termopares possuem diferentes tipos de Curva FEM x Temperatura.

## Linearização
O instrumento de medida tem de ter a capacidade de lidar com a compensação da junção fria, bem como com o fato de a saída do termopar não ser linear. A relação entre a temperatura e a tensão de saída é uma equação polinomial de 5ª a 9ª ordem dependendo do tipo do termopar. Alguns instrumentos de alta precisão guardam em memória os valores das tabelas dos termopares para eliminar esta fonte de erro.

## Termopares
Os termopares disponíveis no mercado têm os mais diversos formatos, desde os modelos com a junção a descoberto que têm baixo custo e proporcionam tempo de resposta rápido, até os modelos que estão incorporados em sondas. Estão disponíveis uma grande variedade de sondas, adequadas para diferentes aplicações (industriais, científicas, investigação médica, etc.).
Quando se procede à escolha de um termopar deve-se ponderar qual o mais adequado para a aplicação desejada, segundo as características de cada tipo de termopar, tais como a gama de temperaturas suportada, a exatidão e a confiabilidade das leituras, entre outras. 
Também deve-se levar em consideração, além da especificação do tipo de liga, a construção física do termopar. Para cada processo é necessário uma construção física específica, já que alguns processos agridem o material utilizado. Desta forma, é imprescindível que na especificação do termopar, além da liga, seja levada em consideração sua construção física externa.

### Tipo K (Cromel/Alumel)
O termopar tipo K é um termopar de uso genérico. Tem um baixo custo e, devido à sua popularidade estão disponíveis variadas sondas. Cobrem temperaturas entre os -200 e os 1200 °C, tendo uma sensibilidade de aproximadamente 41µV/°C.
- Termoelemento positivo (KP): Ni90%Cr10% (Cromel)[3]
- Termoelemento negativo (KN): Ni95%Mn2%Si1%Al2% (Alumel)[5]
- Faixa de utilização: -270 °C a 1200 °C[5]
- f.e.m. produzida: -6,458 mV a 48,838 mV

### Tipo E (Cromel/Constantan)
Este termopar tem uma elevada sensibilidade (68 µV/°C) que o torna adequado para baixas temperaturas.
- Termoelemento positivo (EP): Ni90%Cr10% (Cromel)[3]
- Termoelemento negativo (EN): Cu55%Ni45% (Constantan)[5]
- Faixa de utilização: -270 °C a 1000 °C[3]
- f.e.m. produzida: -9,835 mV a 76,373 mV

### Tipo J (Ferro/Constantan)
A sua gama limitada (-40 a 750 °C) é a responsável pela sua menor popularidade em relação ao tipo K. Quaisquer equipamentos, controladores e indicadores de temperatura, podem ser configurados para termopares do TIPO J, ainda muito utilizado na indústria, por ser barato e muito confiável. A utilização do tipo J acima dos 760 °C leva a uma transformação magnética abrupta que lhe estraga a calibração.
- Termoelemento positivo (JP): Fe99,5%[3]
- Termoelemento negativo (JN): Cu55%Ni45% (Constantan)[3]
- Faixa de utilização: -210 °C a 760 °C[3]
- f.e.m. produzida: -8,096 mV a 42,919 mV

### Tipo N (Nicrosil/Nisil)
A sua elevada estabilidade e resistência à oxidação a altas temperaturas tornam o tipo N adequado para medições a temperaturas elevadas, sem recorrer aos termopares que incorporam platina na sua constituição (tipos B, R e S). Foi desenhado para ser uma “evolução” do tipo K.

### Tipo B (Platina/Ródio-Platina)
Os termopares tipo B, R e S apresentam características semelhantes. São dos termopares mais estáveis, contudo, devido à sua reduzida sensibilidade (da ordem dos 10 µV/°C), utilizam-se apenas para medir temperaturas acima dos 300 °C. Note-se que devido à reduzida sensibilidade destes termopares, a sua resolução de medida é também reduzida.
Adequado para medição de temperaturas até aos 1800 °C. 
Contra aquilo que é habitual nos outros termopares, este origina a mesma tensão na saída a 0 e a 42 °C, o que impede a sua utilização abaixo dos 50 °C. Em compensação, utiliza cabos de extensão de cobre comum desde que a sua conexão com o termopar esteja neste intervalo (0 °C a 50 °C). Os demais termopares necessitam de cabos de ligação com o mesmo material do termopar, sob o risco de formarem com o cobre um "outro termopar", se a conexão estiver a temperatura diferente do instrumento de processamento do sinal (p.ex. transmissor)
- Termoelemento positivo (BP): Pt70,4%Rh29,6% (Ródio-Platina)[3]
- Termoelemento negativo (BN): Pt93,9%Rh6,1% (Ródio-Platina)[3]
- Faixa de utilização: 50 °C a 1820 °C[3]
- f.e.m. produzida: 0,000 mV a 13,820 mV

### Tipo R (Platina/ Ródio-Platina)
Adequado para medição de temperaturas até aos 1600 °C. Reduzida sensibilidade (10 µV/°C) e custo elevado.
- Termoelemento positivo (RP): Pt87%Rh13% (Ródio-Platina)[3]
- Termoelemento negativo (RN): Pt100%[3]
- Faixa de utilização: -50 °C a 1768 °C[3]
- f.e.m. produzida: -0,226 mV a 21,101 mV

### Tipo S (Platina/ Ródio-Platina)
Adequado para medição de temperaturas até aos 1600 °C. Reduzida sensibilidade (10 µV/°C), elevada estabilidade e custo elevado.
- Termoelemento positivo (SP): Pt90%Rh10% (Ródio-Platina)[3]
- Termoelemento negativo (SN): Pt100%[3]
- Faixa de utilização: -50 °C a 1768 °C[3]
- f.e.m. produzida: -0,236 mV a 18,693 mV

### Tipo T (Cobre/Constantan)
É dos termopares mais indicados para medições na gama dos -270 °C a 400 °C.
- Termoelemento positivo (TP): Cu100%[3]
- Termoelemento negativo (TN): Cu55%Ni45% (Constantan)[3]
- Faixa de utilização: -270 °C a 370 °C[3]
- f.e.m. produzida: -6,258 mV a 20,872 mV

Note-se que a escolha de um termopar deve assegurar que o equipamento de medida não limita a faixa de temperaturas que consegue ser medida.

### Comparação de tipos
| Tipo         | Faixa de Temperatura (°C) | Faixa de Temperatura (°C) | Faixa de Temperatura (°C) | Faixa de Temperatura (°C) | Classe de tolerância (°C)                                               | Classe de tolerância (°C)                                               | Padrão de Cores | Padrão de Cores | Padrão de Cores |
| Tipo         | Contínua                  | Contínua                  | Termo Curto               | Termo Curto               | 1                                                                       | 2                                                                       | IEC             | BS              | ANSI            |
| Tipo         | Baixo                     | Alto                      | Baixo                     | Alto                      | 1                                                                       | 2                                                                       | IEC             | BS              | ANSI            |
| ------------ | ------------------------- | ------------------------- | ------------------------- | ------------------------- | ----------------------------------------------------------------------- | ----------------------------------------------------------------------- | --------------- | --------------- | --------------- |
| K            | 0                         | +1100                     | −180                      | +1300                     | −40 – 375: ±1.5 375 – 1000: ±0.004×T                                    | −40 – 333: ±2.5 333 – 1200: ±0.0075×T                                   |                 |                 |                 |
| J            | 0                         | +750                      | −180                      | +800                      | −40 – 375: ±1.5 375 – 750: ±0.004×T                                     | −40 – 333: ±2.5 333 – 750: ±0.0075×T                                    |                 |                 |                 |
| N            | 0                         | +1100                     | −270                      | +1300                     | −40 – 375: ±1.5 375 – 1000: ±0.004×T                                    | −40 – 333: ±2.5 333 – 1200: ±0.0075×T                                   |                 |                 |                 |
| R            | 0                         | +1600                     | −50                       | +1700                     | 0 – 1100: ±1.0 1100 – 1600: ±0.003×(T−767)                              | 0 – 600: ±1.5 600 – 1600: ±0.0025×T                                     |                 |                 | Sem definição   |
| S            | 0                         | +1600                     | −50                       | +1750                     | 0 – 1100: ±1.0 1100 – 1600: ±0.003×(T−767)                              | 0 – 600: ±1.5 600 – 1600: ±0.0025×T                                     |                 |                 | Sem definição   |
| B            | +200                      | +1700                     | 0                         | +1820                     | não disponível                                                          | 600 – 1700: ±0.0025×T                                                   | Sem definição   | Sem definição   | Sem definição   |
| T            | −185                      | +300                      | −250                      | +400                      | −40 – 125: ±0.5 125 – 350: ±0.004×T                                     | −40 – 133: ±1.0 133 – 350: ±0.0075×T                                    |                 |                 |                 |
| E            | 0                         | +800                      | −40                       | +900                      | −40 – 375: ±1.5 375 – 800: ±0.004×T                                     | −40 – 333: ±2.5 333 – 900: ±0.0075×T                                    |                 |                 |                 |
| Chromel/AuFe | −272                      | +300                      | —                         | —                         | Reprodutibilidade 0,2% da tensão. Calibração individual de cada sensor. | Reprodutibilidade 0,2% da tensão. Calibração individual de cada sensor. |                 |                 |                 |

## Termopares padronizados de metal nobre
Existem três tipos: B, R e S. Como mostrado nas Tabelas 1 e 2, todos contêm platina e suas ligas com ródio são relativamente inertes quimicamente. Suas vantagens são que a não homogeneidade origina-se de efeitos mecânicos e pode ser revertida por um recozimento cuidadoso. A platina pura, porém, sofre de excessivo crescimento de grãos acima de 1100ºC e o fio torna-se muito frágil; o grão cresce o suficiente para mostrar um entalhado no fio. Pelo fato do tipo B não conter o fio de platina pura, tem melhor desempenho em altas temperaturas do que os outros tipos.
As ligas de metal nobre tendem a ser simples e a não sofrer mudanças metalúrgicas significativas em altas temperaturas. Porém, o ródio pode migrar para o fio de platina pura após um período de tempo. Isoladores de alta pureza devem ser usados e bainhas de metal devem ser evitadas, a não ser que sejam de platina. Os termopares de platina têm bom desempenho em atmosferas oxidantes, mas não em atmosferas redutoras, especialmente se o hidrogênio estiver presente.
Os tipos S e R são muito parecidos e a intenção original era que fossem do mesmo material, mas problemas na obtenção de platina e ródio puros causaram a divergência. O tipo R tem uma tensão 10% maior do que o tipo S, mas o tipo S é considerado levemente mais estável e foi utilizado como termopar de referência para as escalas internacionais de temperatura mais antigas. Como conseqüência, o tipo S tem uma melhor história de desempenho comprovado e, portanto é preferido como termopar de referência na calibração de outros tipos de termopares. Com cuidado, os erros podem ser mantidos na casa de décimos de graus até 1000ºC.
O termopar tipo B foi projetado para uso exclusivo em altas temperaturas. Por volta da temperatura ambiente, o coeficiente de Seebeck é tão baixo que erros na temperatura da junção de referência não causam erros significativos na temperatura da junção de medição. Como resultado, a instrumentação para o termopar tipo B é freqüentemente fornecida sem entrada da temperatura da junção de referência.
A maior desvantagem dos metais nobres está no seu custo. Os termopares de metal nobre custam entre dez a vinte vezes mais do que os termopares de metal não nobre.
Um termopar de referência deve ser todo de platina desde a junção de medição até a junção de referência e pode necessitar de dois metros de fio aproximadamente. Muitas aplicações em altas temperaturas necessitam de termopares de metal nobre pela sua estabilidade, mas não necessitam alta exatidão. Nestes casos um cabo de compensação pode ser usado para a porção de termopar na temperatura ambiente, ou próximo a ela.

## Tipos de montagem

### Convencional
São montados de forma simples, através de Isoladores e Blocos de Ligação Cerâmicos. Os termopares desta série requerem uma proteção adicional e são normalmente elementos de reposição utilizados nas montagens com tubo de proteção e cabeçote. Possuem boa durabilidade pela construção mais robusta, porem baixo tempo de resposta e diâmetro mínimo normalmente limitado em 15mm.

### Isolação mineral
Conhecido também como TIM (Termopar de Isolação Mineral) suas características o tornam ideal para uma grande variedade de aplicações no processo industrial de medição de temperatura.
É constituído de uma bainha de proteção metálica em que os condutores são altamente compactados com óxido de magnésio proporcionando uma ótima isolação elétrica, ficando os condutores completamente isolados das condições ambientais.
A bainha pode ser fabricada a partir de uma grande variedade de materiais (ex. aço inox 304, 316, 310, Inconel) e diâmetros (ex. Ø1,0/Ø1,5/Ø3,0/Ø4,5/Ø6,0).
Os termopares de isolação mineral devido às suas propriedades proporcionam grande estabilidade, longevidade, facilidade de instalação (podem ser dobrados, torcidos ou achatados), resistência mecânica, tempo de resposta rápida, diâmetros reduzidos e podem ser fabricados em grandes comprimentos.
Os fios dos termopares com bitolas menores proporcionam tempo de resposta mais rápido e menor vida útil e bitolas maiores proporcionam maior vida útil, porém, tempo de resposta maior.

### Flexíveis
Ideais para a utilização na indústria de transformação de plástico ou em aplicações onde são necessários: facilidade de instalação, fácil remoção e rápido tempo de resposta.
São sensores de baixo custo e podem ser fornecidos com conexões tipo baioneta de fácil e rápida instalação e com a opção rosqueada sobre a mola, permite ajuste no comprimento de inserção.
Principais aplicações em máquinas de injetoras de plástico, extrusoras, Shell molding, máquinas de embalagens, etc.